# St. Martin (Zündorf)

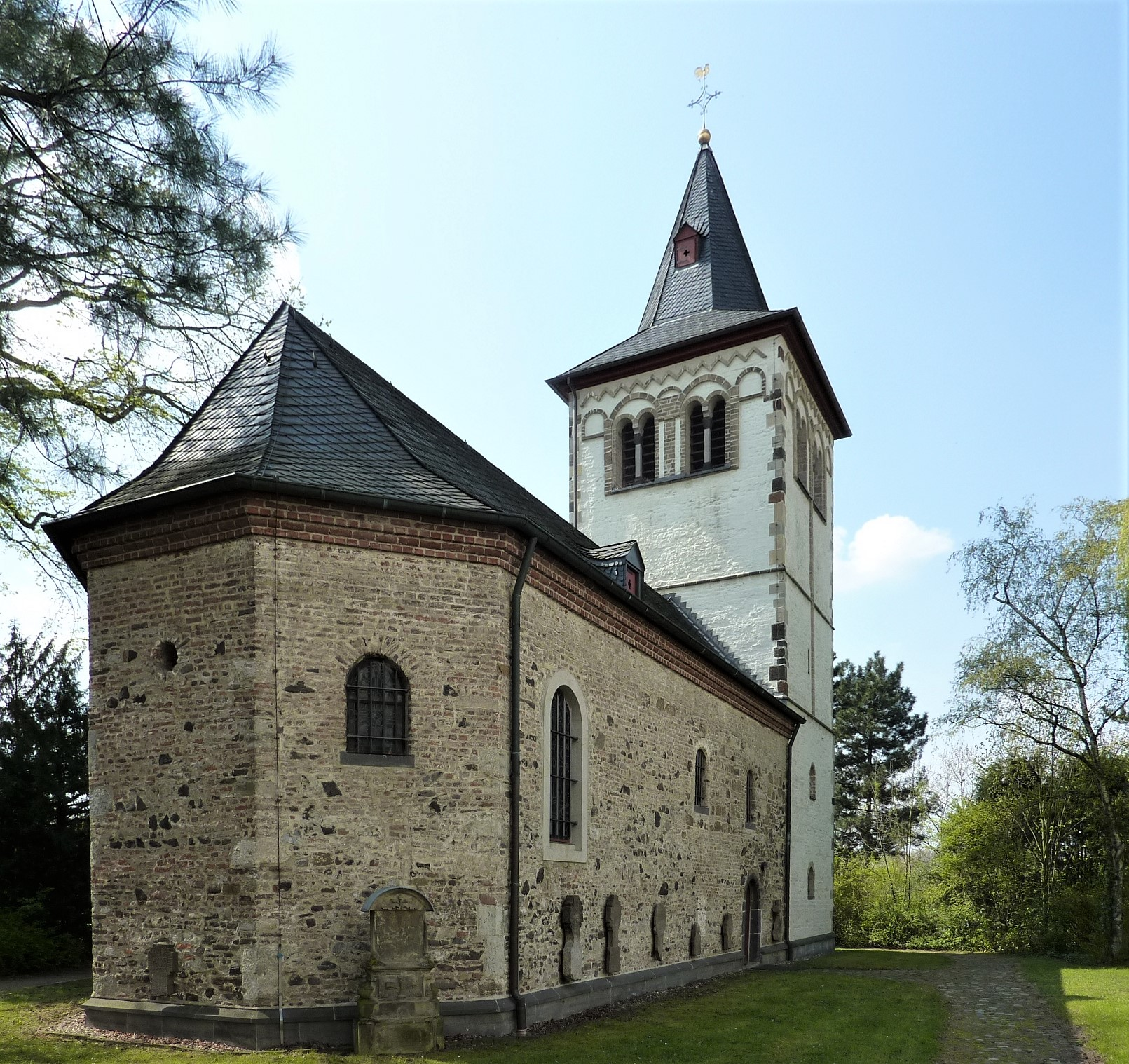
St. Martin zu Zündorf

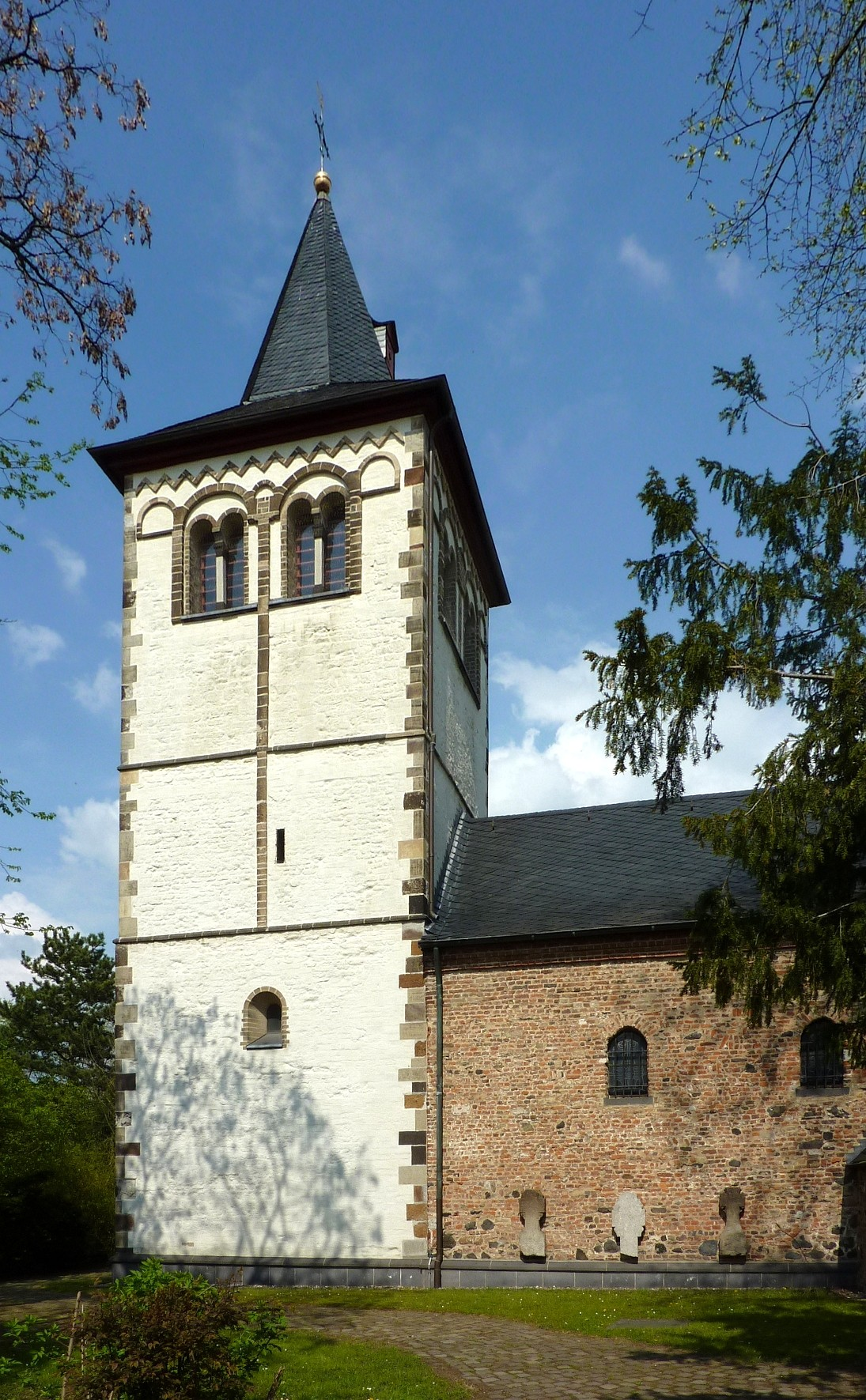
Der romanische Turm

St. Martin (auch: St. Martinus) ist eine römisch-katholische Kirche in Köln-Zündorf in Nordrhein-Westfalen. Die Kirche ist für die außergewöhnliche äußere Gliederung ihres romanischen Turmes bekannt. Zusammen mit St. Michael in Zündorf und St. Nikolaus in Westhoven gehört St. Martin zu den drei kleinen romanischen Kirchen in Porz.

## Geschichte
Im Jahr 1009 schenkte Erzbischof Heribert der Abtei Deutz einen Vorgängerbau der heutigen Kirche. Im 12. Jahrhundert erfolgte der Bau der romanischen Kirche. Im liber valoris wurde sie um 1300 als Pfarrkirche genannt.
Nach zwei Bränden in der Kirche wurde das alte Langhaus niedergelegt und 1780 bis 1785 durch einen Saalbau ersetzt. Römisch-katholische Pfarrkirche von Zündorf ist heute St. Mariä Geburt.

## Ausstattung
Das Taufbecken des Kirche wird auf um 1500 datiert.
Eine Figurengruppe aus dem 17. Jahrhundert zeigt den Hl. Martin zu Pferd, der seinen Mantel abschneidet. An die Wand der Turmkapelle montiert befindet sich ein Fragment einer Altarplatte aus der zweiten Hälfte des 12. Jahrhunderts.
Entlang der Außenfassade der Kirche sind zahlreiche Grabsteine des 17. und 18. Jahrhunderts aufgestellt.